# جيفري باين
جيفري باين (بالإنجليزية: Jeffery Paine)‏ هو أكاديمي أمريكي، ولد في 1944.